# Delonix brachycarpa
Delonix brachycarpa – gatunek wianowłostki z rodziny bobowatych (Fabaceae) z podrodziny brezylkowych (Caesalpinioideae). 
Występuje endemicznie na Madagaskarze, w prowincjach Mahajanga oraz Toliara. Można go spotkać między innymi w parkach narodiwych Tsingy de Bemaraha i Tsingy de Namoroka.
Rośnie w bioklimacie suchym, jak i półsuchym. Występuje na wysokości do 1000 m n.p.m.